# Fernando Cerrada
Fernando Roberto Cerrada Asenjo (ur. 21 sierpnia 1954 w Yélamos de Arriba) – hiszpański lekkoatleta, długodystansowiec, mistrz igrzysk śródziemnomorskich, olimpijczyk.
Zdobył złoty medal w biegu na 5000 metrów na mistrzostwach Europy juniorów w 1973 w Duisburgu. Odpadł w eliminacjach tej konkurencji na mistrzostwach Europy w 1974 w Rzymie.
Zwyciężył w biegu na 5000 metrów na igrzyskach śródziemnomorskich w 1975 w Algierze. Zajął 4. miejsce w biegu na 3000 metrów na halowych mistrzostwach Europy w 1976 w Monachium. Na igrzyskach olimpijskich w 1976 w Montrealu odpadł w eliminacjach biegu na 5000 metrów. Ponownie zajął 4. miejsce w biegu na 3000 metrów na halowych mistrzostwach Europy w 1977 w San Sebastián. Odpadł w eliminacjach biegu na 5000 metrów na mistrzostwach Europy w 1978 w Pradze.
Cerrada był mistrzem Hiszpanii w biegu na 5000 metrów w latach 1975, 1976 i 1977–1979, w biegu na 10 000 metrów w latach 1977–1979 i 1981 oraz w biegu przełajowym w 1978 i 1979. W hali był mistrzem swego kraju w biegu na 3000 metrów w 1977. Był również halowym mistrzem Włoch w biegu na 3000 metrów w 1976.
Był rekordzistą Hiszpanii w biegu na 2000 metrów z czasem 5:08,4 (30 lipca 1980 w Madrycie), dwukrotnym w begu na 3000 metrów do czasu 7:47,7 (22 czerwca 1977 w Kolonii) i dwukrotnym w biegu na 5000 metrów do wyniku 13:23,58 (14 lipca 1981 w Lozannie). Wszystkie powyższe rekordy były najlepszymi wynikami w karierze Cerrado. Jego rekord życiowy w biegu na 10 000 metrów wynosił 28:36,3 i pochodził z 20 maja 1978 w Barcelonie